# Eppenreuth (Hof)

Ansicht an einem Knotenpunkt in Eppenreuth

Eppenreuth ist ein Stadtteil der kreisfreien Stadt Hof in Bayern.

## Lage
Das Dorf liegt im Westen des Untreusees. Eine Nebenstraße, die in Oberkotzau als Konradsreuther Straße beginnt, an Wustuben vorbeiführt und zwischen Konradsreuth und Hof in die Staatsstraße 2461, die ehemalige Bundesstraße 2, einmündet, führt hindurch.
Zu Eppenreuth gehört der Untreusee, der 600.000 m² große Stausee ist eines der Hofer Naherholungsgebiete.

## Geschichte
Im Mittelalter bestand der Ort aus zwei Dörfern. Im Norden befand sich Seifriedsreuth mit einem Rittersitz der Rabensteiner zu Döhlau. Dieser Ortsname wurde nach dem Dreißigjährigen Krieg nicht mehr benutzt. Die Besitzer des Rittergutes gehörten zur Vogtländischen Ritterschaft. Besitzer des Ortes Eppenreuth waren im Jahr 1390 neben den Rabensteinern das Hofer Spital, das Klarissenkloster Hof und Franz von Weißelsdorf. Später besaßen die Familien von Zedtwitz, Kotzau, von der Grün, Eckersberg, Endtern, Pühel und die böhmischen Exulanten Ratisborsky von Sechzebus und Gellhorn einzelne Höfe.
Baudenkmal ist ein Vierseithof mit Wohnstallhaus und Nebengebäude.
Vor seiner Eingemeindung in die Stadt Hof am 1. Juli 1972 bildete Eppenreuth zusammen mit Martinsreuth, Glänzlamühle, Wustuben und Lausenhof die Gemeinde Martinsreuth im Landkreis Hof.